# Coenochilus denticrus
Coenochilus denticrus är en skalbaggsart som beskrevs av Moser 1911. Coenochilus denticrus ingår i släktet Coenochilus och familjen Cetoniidae. Inga underarter finns listade i Catalogue of Life.